# 730-739
De jaren 730-739 (van de christelijke jaartelling) zijn een decennium in de 8e eeuw.

## Belangrijke gebeurtenissen

### Byzantijnse Rijk
- 730 : De Byzantijnse beeldenstrijd woedt volop.
- 732 : De zoon van keizer Leo III van Byzantium, Constantijn V Kopronymos huwt met de Chazaarse prinses Tzitzak. De achtergrond van dit huwelijk kan gezien worden als de strijd om de Kaukasus en het winnen van de Chazaren voor het christendom of de islam. Uiteindelijk zullen de Chazaren kiezen voor het jodendom.

### Frankische Rijk
- 732 : Slag bij Poitiers. Karel Martel stuit de Islamitische veroveringen in Gallië.
- 737 : Slag bij Avignon : Karel Martel samen met zijn broer Childebrand veroveren Septimanië, behalve Narbonne. Childebrand wordt tot hertog van Provence benoemd.

### Arabische Rijk
- 739 : Begin van de Grote Berberopstand in Noord-Afrika.

## Heersers

### Europa
- Asturië: Pelayo (718-737), Favila (737-739), Alfons I (739-757)
- Beieren: Hugbert (ca. 724-736), Odilo (ca. 736-748)
- Bulgaren: Kormesij (ca. 721-738), Sevar (ca. 738-753)
- Byzantijnse Rijk: Leo III (717-741)
  - exarchaat Ravenna: Eutychius (728-752)
- Engeland en Wales
  - East Anglia: Ælfwald (713-749)
  - Essex: Swaefbert (709-738) en Saelred (709-746)
  - Gwynedd: Rhodri Molwynog ap Idwal (ca. 720-754)
  - Kent: Eadbert I (725-748) en Æthelberht II (725-762)
  - Mercia: Æthelbald (716-757)
  - Northumbria: Ceolwulf (729-736), Eadberht (736-758)
  - Wessex: Æthelheard (726-740)
- Franken: Theuderik IV (721-737)
  - hofmeier: Karel Martel (717-741)
  - Aquitanië: Odo (?-735), Hunoald (735-748)
  - Elzas: Luitfried (723-?)
- Friezen: Poppo (ca. 734)
- Longobarden: Liutprand (712-744)
  - Benevento: Romuald II (707-730), Audelais (730-732), Gregorius (733-740)
  - Spoleto: Thrasimund II (724-739), Hilderik (739-740)
- Venetië (doge): Orso Ipato (726-737)

### Azië
- China (Tang): Tang Xuanzong (712-756)
- Göktürken: Kutluq Bilge-Kül (716-734), Yiran (734), Yollyg-Tegin Izhan-Khan (734-739), Bilge Kutluq-Tengri (739-741)
- India
  - Chalukya: Vijayaditya (696-733), Vikramaditya (733-744)
  - Pallava: Paramesvaravarman II (728-731), Nandivarman II (731-795)
- Japan: Shomu (724-749)
- Omajjaden: Hisham (724-743)
- Silla (Korea): Seongdeok (702-737), Hyoseong (737-742)
- Tibet: Tridé Tsungtsen (712-754)

### Religie
- paus: Gregorius II (715-731), Gregorius III (731-741)
- patriarch van Alexandrië (Grieks): Cosmas I (ca. 727-768)
- patriarch van Alexandrië (koptisch): Cosmas I (729-730), Theodosius II (730-742)
- patriarch van Antiochië (Grieks): vacant
- patriarch van Antiochië (Syrisch): Athanasius IV (724-740)
- patriarch van Constantinopel: Germanus I (715-730), Anastasius (730-754)
- patriarch van Jeruzalem: Johannes V (706-735)
- imam (sjiieten): Muhammad ibn Ali (712-732), Jafer Sadiq (732-765)

<< · 730 · 731 · 732 · 733 · 734 · 735 · 736 · 737 · 738 · 739 · >>
<< · 700-709 · 710-719 · 720-729 · 730-739 · 740-749 · 750-759 · 760-769 · 770-779 · 780-789 · 790-799 · >>